# Делогожди
Делогожди или Делогожда (на македонска литературна норма: Делогожди; на албански: Dollogozhda) е село в Северна Македония, в Община Струга.

## География
Селото е разположено в северната част на Стружкото поле в подножието на Караорман.

## История

### Етимология
Според академик Иван Дуриданов етимологията на името е от първоначалния вариант *Дѣлогожда, притежателно прилагателно със суфикс -ja (женски род за вьсь „село“) от личното старобългарско име *Дѣлогодъ.

### Античност
В базиликата „Свети Илия“ от V – VI век са запазени останки от мозайки.

### В Османската империя
В XIX век Делогожди е албанско село в Охридска каза на Османската империя. В „Етнография на вилаетите Адрианопол, Монастир и Салоника“, издадена в Константинопол в 1878 година и отразяваща статистиката на населението от 1873 година, Делогошчи (Délogostchi) е посочено като село с 25 домакинства, като жителите му са 65 мюсюлмани.
Според статистиката на Васил Кънчов („Македония. Етнография и статистика“) в 1900 година Делогожда има 730 жители арнаути мохамедани.
На Етнографската карта на Битолския вилает на Картографския институт в София от 1901 година Долегощи е чисто албанско село в Охридската каза на Битолския санджак с  къщи.

### В Сърбия, Югославия и Северна Македония
След Междусъюзническата война в 1913 година селото попада в Сърбия.
Според преброяването от 2002 година селото има 2920 жители.
| Националност     | Всичко |
| северномакедонци | 0      |
| албанци          | 2906   |
| турци            | 2      |
| роми             | 0      |
| власи            | 0      |
| сърби            | 1      |
| бошняци          | 0      |
| други            | 11     |

До 2004 година селото е център на самостоятелна община. Футболният клуб на селото се казва Влазними.

## Личности
Родени в Делогожди
- Махмут Ибрахими, дипломат от Северна Македония
- Рамазан Мухтар, арестуван преди април 1904 година, обвинен, че е „по време на бунта, когато българската бунтовническа организация тръгнала да наруши локалния порядък участвал в убийството на Ристо Гьоре, Спиро Дамян, Стоян Диме, Коста Каймак, Петко Димо, Йованчо Петко от село Мислешево“, осъден от Апелативния наказателен съд, лежал следствения арест, амнистиран с общата амнистия от 12 април 1904 година[6]
- Хайрудин Каплан, арестуван преди април 1904 година, обвинен, че е „по време на бунта, когато българската бунтовническа организация тръгнала да наруши локалния порядък участвал в убийството на Ристо Гьоре, Спиро Дамян, Стоян Диме, Коста Каймак, Петко Димо, Йованчо Петко от село Мислешево“, осъден от Апелативния наказателен съд, лежал следствения арест, амнистиран с общата амнистия от 12 април 1904 година[6]